# Thomas George Montgomerie
Pour les articles homonymes, voir Montgomerie.
Thomas George Montgomerie (1830 - 1878) est un topographe et lieutenant britannique.
Il entre à l'Académie militaire de la Compagnie des Indes orientales à Addiscombe, dans le comté de Surrey, à l'âge de 15 ans. C'est un élève brillant, premier de sa classe, il reçoit la médaille Pollock récompensant le cadet le plus distingué. En quittant Addiscombe, il rejoint les ingénieurs du Bengale en juin 1851. Après une période de service avec la cinquième compagnie de sapeurs et mineurs travaillant sur la route Hindoustan-Tibet, il intègre le Great Trigonometrical Survey of India dirigé alors par Andrew Waugh.

## L'enquête du Cachemire
Il est chargé de cartographier le Cachemire. Le colonel HM Vibart dit de son travail dans Addiscombe, its heroes and men of note (1894) :

« Ses premiers travaux l'ont aidé à mesurer les bases de vérification dans la plaine de Chach, près d'Attock, en 1853, et à Kurrachee en 1854-1955. Après cela, il a été employé pendant les 9 ou 10 années suivantes dans le levé topographique du Cachemire, c'est-à-dire toute la domination des Maharajas du Jammu et du Cachemire, y compris les régions tibétaines du Ladakh et de Balti, une zone de 70 000 miles carrés. »

## Baptême des sommets du Karakoram

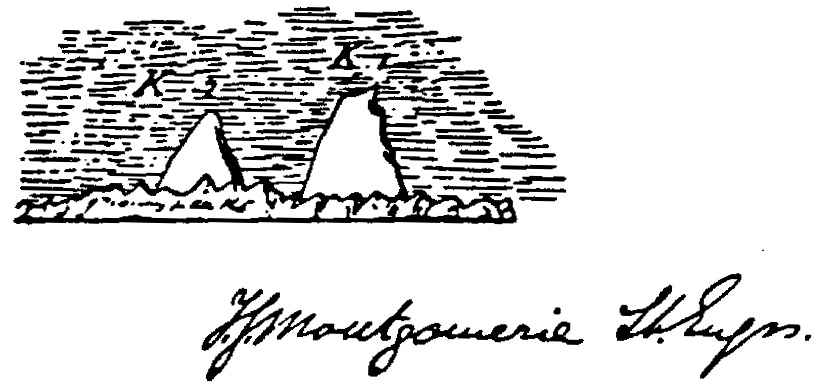
Godwin Austen (K2) à gauche ; Masherbrum (K1) à droite.

C'est lui qui nomme le mont K2, la montagne qui lui apparaît comme le second sommet du Karakoram, d'où l'initiale K.
C'est le 10 septembre 1856 que Montgomerie esquisse les deux sommets qui lui sont visuellement les plus élevés de la chaîne de montagnes du Karakoram, depuis la station d'enquête de Haramukh, près de Srinagar. Il les étiquette « K1 » et « K2 », pour Karakorum 1 et Karakorum 2. Il fait ensuite de même pour les suivants, jusqu'à K12. Le Great Trigonometrical Survey ayant pour principe d'utiliser des noms locaux pour baptiser les montagnes, K1 est remplacé par Masherbrum, tandis que K2, nommé dans un premier temps mont Godwin-Austen puis Qogir Feng, Chogori ou Ketu/Kechu reste de préférence appelé K2, et se révèle être le deuxième plus haut sommet du monde après l'Everest situé dans le massif de l'Himalaya.
Les résultats de ses calculs sont au départ niés mais le projet d'études porté par Montgomerie au XIXe siècle en Inde se montre par la suite relativement exact. Le calcul de l'altitude des sommets s'avère en effet très proche des chiffres officiellement admis aujourd'hui même si l'ordre originel de classement des sommets du Karakoram est erroné.
Montgomerie tente par la suite d'étendre son projet hors d'Inde et de mesurer les sommets du Tibet. Or le Tibet ne fait pas partie de l'Empire britannique et son accès est interdit aux étrangers. Pour mener à bien son projet, il emploie et entraîne des Indiens envoyés au Tibet déguisés en voyageurs tibétains, les pundits (en).